# Jdour
Jdour (en àrab اجدور, Ijdūr; en amazic ⵊⴷⵓⵔ) és una comuna rural de la província de Youssoufia, a la regió de Marràqueix-Safi, al Marroc. Segons el cens de 2014 tenia una població total de 20.239 persones.